# جاش اشنایدر
جاش اشنایدر (به انگلیسی: Josh Schneider) (زادهٔ ۱۱ ژانویهٔ ۱۹۸۸) شناگر اهل ایالات متحده آمریکا است.